# Pseudochazara balucha
Pseudochazara balucha är en fjärilsart som beskrevs av Evans 1932. Pseudochazara balucha ingår i släktet Pseudochazara och familjen praktfjärilar. Inga underarter finns listade i Catalogue of Life.